# Winston F. Ponder
Winston Frank Ponder AM (* 3. Juli 1941) ist ein neuseeländischer Malakologe.

## Ausbildung
Winston F. Ponder studierte an der University of Auckland in Neuseeland. Er erwarb folgende Qualifikationen: B.Sc. (1963), M.Sc. with 1st Class Honours (1965), Ph.D. (1968) und bekam den D.Sc. (1991) verliehen.

## Laufbahn als Forscher
Ponder war leitender Forscher in der Abteilung für Malakologie des Australischen Museums in Sydney. Er war maßgeblich am Aufbau einer der weltweit größten Weichtiersammlungen am Australischen Museum in Sydney beteiligt. Sein Hauptwerk ist jedoch die mit David R. Lindberg 1997 veröffentlichte Taxonomie der Schnecken. Er hat viele marine Schneckenarten entdeckt, beschrieben und benannt, insbesondere Mikroschnecken. Nach einer mehr als vierzigjährigen, erfolgreichen Forschungslaufbahn beendete er seine Arbeit am Museum. Er ist heute im Ruhestand und bleibt dem Museum als Ehrenmitglied erhalten.
Ponder veröffentlichte eigene Publikationen und war darüber hinaus auch als Herausgeber tätig, wie bei den wissenschaftlichen Gesellschaften der Malacological Society of Australasia, der Natural History Museum of Los Angeles County, dem South Australian Museum in Adelaide und der Zeitschrift Molluscan Research. Auch war er Präsident der Society of Australian Systematic Biologists.

## Wissenschaftliche Beiträge
Sein Einstieg in die wissenschaftliche Laufbahn begann etwa 1964. Zu dieser Zeit arbeitete er mit Richard Dell und Alan Beu an Exponatsammlungen über die Antarktis. Als Ergebnis dieser Tätigkeit entstand eine Monographie über einige Klassen antarktischer Weichtiere: Muscheln (Bivalvia), Käferschnecken (Polyplacophora) und Kahnfüßer (Scaphopoda). Seitdem hat er mehr als 100 Bücher und Aufsätze veröffentlicht. Viele der Publikationen befassen sich mit australischen Süßwasserweichtieren sowie mit der Konservierung von Wirbellosen.
Sein größter wissenschaftlicher Beitrag war eine neue Taxonomie der Schnecken (Gastropoda), die er 1997 gemeinsam mit David R. Lindberg veröffentlichte. Sie steht in der Kontinuität der Taxonomien von Henri Milne Edwards (1848) und Johannes Thiele (1929–1935) und ist die letzte große Veröffentlichung über die Taxonomie der Schnecken, die auf morphologischen Grundsätzen beruht, das bedeutet, dass sie auf äußeren wie inneren Merkmalen der Schnecken basierte und nicht auf genetischen Methoden der DNA- bzw. RNA-Analyse.
Die Taxonomie löst das Problem der Polyphylie der Unterklasse der Prosobranchia durch das Aufspalten dieses Taxons. Sie führte in Folge zu einer neuen Systematik der Schnecken, die bis zur Einführung der Taxonomie von Bouchet & Rocroi (2005) maßgeblich war.
2008 war er gemeinsam mit David R. Lindberg Herausgeber des Buches „Phylogeny and Evolution of the Mollusca“. Aufgrund der Neuuntersuchung und -bewertung von morphologischen Charakteristika sowie molekularer und fossiler Daten entstanden 36 Expertenbeiträge, die Übersicht über den aktuellen Erkenntnisstand der Evolutionsgeschichte der Weichtiere gaben.
2008 wurde Ponder für sein Lebenswerk in der Erforschung maritimer Weichtiere die Auszeichnung Australian Marine Sciences Association Silver Jubilee Award verliehen. 2009 erhielt er die Clarke-Medaille der Royal Society of New South Wales. 2024 wurde er wegen seiner wissenschaftlichen Verdienste zum Member des Order of Australia ernannt.

## Einige von W.F. Ponder ein- bzw. miteingeführte Schneckentaxa

### Taxa höherer Ordnung
- Unterklasse Eogastropoda, Ponder & Lindberg, 1997
- Ordnung Sorbeoconcha, Ponder & Lindberg, 1997
- Unterordnung Hypsogastropoda, Ponder & Lindberg, 1997

### Überfamilien
- Glacidorboidea, Ponder, 1986

### Familien
- Eatoniellidae, Ponder, 1965
- Rastodentidae, Ponder, 1966
- Elachisinidae, Ponder, 1985
- Emblandidae, Ponder, 1985
- Epigridae, Ponder, 1985
- Amathinidae, Ponder, 1987
- Calopiidae, Ponder, 1999

### Unterfamilien
- Pelycidiinae, Ponder & Hall, 1983

### Gattungen
- Microestea, Ponder, 1965
- Rufodardanula, Ponder, 1965
- Rastodens, Ponder, 1966
- Rissolitorina, Ponder, 1966
- Tridentifera, Ponder, 1966
- Fictonoba, Ponder, 1967
- Pseudodiala, Ponder, 1967
- Pseudestea, Ponder, 1967
- Pseudoskenella, Ponder, 1973
- Lirobarleeia, Ponder, 1983
- Kutikina, Ponder & Waterhouse, 1997[7]
- Kessneria, Walker & Ponder, 2001

## Dedikationsnamen
- Ponderia, Hoaurt, 1986
- Aspella ponderi, Radwin & D' Attilio, 1976
- Heliacus cerdaleus ponderi, Garrard, 1977
- Limatula (Stabilima) ponderi, Fleming, 1978
- Echineulima ponderi, Warén, 1980
- Pisinna ponderi, Palazzi, 1982
- Notocrater ponderi, B.A. Marshall, 1986
- Oliva (Miniaceoliva) caerulea ponderi, Petuch & Sargent, 1986
- Sassia (Sassia) ponderi, Beu, 1986
- Tritonoharpa ponderi, Beu & Maxwell, 1987
- Favartia (Caribiella) ponderi, Myers & d'Attilio, 1989
- Amalda (Alcospira) ponderi, Ninomiya, 1991
- Choristella ponderi, McLean, 1992
- Austrotrochaclis ponderi, B.A. Marshall, 1995
- Powellisetia ponderi, Numanami, 1996
- Fissidentalium ponderi, Lamprell & Healy, 1998